# Tephrina sengana
Tephrina sengana är en fjärilsart som beskrevs av Brandt 1941. Tephrina sengana ingår i släktet Tephrina och familjen mätare. Inga underarter finns listade i Catalogue of Life.